# 电导
電導（英語：Electrical conductance）是表示一個物體或電路，從某一點到另外一點，傳輸電流能力強弱的一種測量值，與物體的電導率和幾何形狀和尺寸有關。
现在国际单位制对这个数值的单位为西门子（Siemens，缩写“S”，國際電導單位；等於歐姆的倒數）。在过去，电导的单位为「姆歐」（Mho，由Ohm即欧姆这个词的字母顺序颠倒而得，或以℧来表示）。

## 與其它物理量的關係
對於純電阻線路，電導{\displaystyle G\,\!}與電阻{\displaystyle R\,\!}的關係方程式為
{\displaystyle G=1/R\,\!}。
歐姆定律是
{\displaystyle V=IR\,\!}；
其中，{\displaystyle V\,\!}是電壓，{\displaystyle I\,\!}是電流。
所以，可以得到歐姆電導定律的關係方程式：
{\displaystyle G=I/V\,\!}。
請注意，當阻抗是複值時，這些關係方程式不成立。這時，電導與電納{\displaystyle B\,\!}和導納{\displaystyle Y\,\!}的關係方程式為
{\displaystyle Y=G+jB\,\!}，
或者，
{\displaystyle G=Re(Y)\,\!}，
其中，{\displaystyle j\,\!}是虛數單位。
一個截面面積為{\displaystyle A\,\!}，長度為{\displaystyle \ell \,\!}的物體，其電導{\displaystyle G\,\!}可以由電導率{\displaystyle \sigma \,\!}求得：
{\displaystyle G={\frac {\sigma \,A}{\ell }}\,\!}。

## 電路等效電導的運算
從克希荷夫電路定律，我們可以演繹電導元件的綜合法則。

### 並聯電路
給予兩個並聯的電導元件{\displaystyle G_{1}\,\!}、{\displaystyle G_{2}\,\!}。這兩個電導元件兩端的電壓必相等。按照克希荷夫電流定律，總電流{\displaystyle I_{eq}\,\!}是
{\displaystyle I_{eq}=I_{1}+I_{2}\,\!} ;
其中，{\displaystyle I_{1}\,\!}、{\displaystyle I_{2}\,\!}分別為通過電導元件{\displaystyle G_{1}\,\!}、{\displaystyle G_{2}\,\!}的電流。
將歐姆電導定律的方程式代入，可以得到
{\displaystyle G_{eq}V=G_{1}V+G_{2}V\,\!}。
所以，等效電導{\displaystyle G_{eq}\,\!}是
{\displaystyle G_{eq}=G_{1}+G_{2}\,\!}。

### 串聯電路
給予兩個串聯的電導元件{\displaystyle G_{1}\,\!}、{\displaystyle G_{2}\,\!}。通過這兩個電導元件的電流必相等。按照克希荷夫電壓定律，總電壓{\displaystyle V_{eq}\,\!}等於兩個電導元件兩端的電壓{\displaystyle V_{1}\,\!}、{\displaystyle V_{2}\,\!}的總和：
{\displaystyle V_{eq}=V_{1}+V_{2}\,\!}。
將歐姆電導定律的方程式代入，可以得到
{\displaystyle {\frac {I}{G_{eq}}}={\frac {I}{G_{1}}}+{\frac {I}{G_{2}}}\,\!}。
所以，等效電導{\displaystyle G_{eq}\,\!}是
{\displaystyle {\frac {1}{G_{eq}}}={\frac {1}{G_{1}}}+{\frac {1}{G_{2}}}\,\!}。
重新編排，
{\displaystyle G_{eq}={\frac {G_{1}G_{2}}{G_{1}+G_{2}}}\,\!}。

## 小信號元件電導
我們可以應用電導於電子元件，像電晶體或二極體。通常，我們會採用小信號模型（small-signal model），在一個給定的直流操作點，稱為Q-點（Q-point），相關的元件方程式會被線形化。所得到的小信號元件電阻的倒數，就是小信號元件電導。若想知道更詳細資料，請參閱爾利效應。